# Crotalus basiliscus
Crotalus basiliscus är en ormart som beskrevs av Cope 1864. Crotalus basiliscus ingår i släktet skallerormar och familjen huggormar. IUCN kategoriserar arten globalt som livskraftig. Inga underarter finns listade i Catalogue of Life.
Ormen förekommer i västra Mexiko. Den lever i låglandet och i bergstrakter upp till 2900 meter över havet. Arten vistas i områden med taggiga buskar och i lövfällande skogar. Den besöker ibland blandskogar.